# Denèvre
Denèvre település Franciaországban, Haute-Saône megyében. Lakosainak száma 147 fő (2022. január 1.). Denèvre Delain, Dampierre-sur-Salon, Montot és Vereux községekkel határos.

## Népesség
A település népességének változása:
| Lakosok száma | 184  | 174  | 173  | 165  | 160  | 156  | 151  | 149  | 147  |
|               | 2013 | 2015 | 2016 | 2017 | 2018 | 2019 | 2020 | 2021 | 2022 |